# Cleona
Cleona és una població dels Estats Units a l'estat de Pennsilvània. Segons el cens del 2000 tenia 2.148 habitants.

## Demografia
Segons el cens del 2000, Cleona tenia 2.148 habitants, 879 habitatges, i 639 famílies. La densitat de població era de 953,3 habitants per quilòmetre quadrat.
Dels 879 habitatges en un 33,6% hi vivien nens de menys de 18 anys, en un 61,1% hi vivien parelles casades, en un 8,2% dones solteres, i en un 27,3% no eren unitats familiars. En el 24,1% dels habitatges hi vivien persones soles el 10,5% de les quals corresponia a persones de 65 anys o més que vivien soles. El nombre mitjà de persones vivint en cada habitatge era de 2,44 i el nombre mitjà de persones que vivien en cada família era de 2,86.
Per edats la població es repartia de la següent manera: un 23,9% tenia menys de 18 anys, un 7% entre 18 i 24, un 32,4% entre 25 i 44, un 21,9% de 45 a 60 i un 14,8% 65 anys o més.
L'edat mediana era de 38 anys. Per cada 100 dones de 18 o més anys hi havia 94 homes.
La renda mediana per habitatge era de 44.761 $ i la renda mediana per família de 52.328 $. Els homes tenien una renda mediana de 34.574 $ mentre que les dones 23.944 $. La renda per capita de la població era de 21.090 $. Entorn del 2,8% de les famílies i el 3,4% de la població estaven per davall del llindar de pobresa.

## Poblacions més properes
El següent diagrama mostra les poblacions més properes.